# シラ・オグル
シラ・オグル（モンゴル語: Šira Oγul、生没年不詳）は、13世紀初頭にモンゴル帝国に仕えたケレイト部出身のビチクチ（書記官僚）の一人。
『元史』などの漢文史料では昔剌斡忽勒(xīlà wòhūlè)と記される。『元朝秘史』で千人隊長の一人に数えられるシラクル（Širaqul ＞失剌忽勒/shīlàhūlè）と同一人物と見られる。

## 概要
『元史』によると兄弟が4人おり、長男がトク・ブカ（脱不花）、次男がケレゲイ（怯烈哥）、三男がシラ・オグルで、四男にカラ・オグル（哈剌阿忽剌）がいた。次男のケレゲイは早くからモンゴル部のチンギス・カンと誼を通じており、4兄弟はこの縁を頼って部属を率いチンギス・カンに臣従した。チンギス・カンはケレゲイとの古くからの縁を重んじ、朝会や宴会で常に上列に座らせるなどその一族を厚遇した。
ケレイト部はモンゴル部に先んじてウイグル文字を導入しており、シラ・オグルもまたウイグル文字を用いたモンゴル諸語の記述に通じていた。チンギス・カンに臣従したシラ・オグルはこの能力を買われてビチクチ長に任ぜられ、シラ・オグルはモンゴル帝国における最初のビチクチの一人となった。同じ頃、ケレイト部出身のアビシュカやケレイト部に縁のあるウイグル人のチンカイもビチクチに任ぜられており、これらの元ケレイト・ウルス関係者がモンゴル帝国のビチクチ制度の原型を形作ったと考えられている。
シラ・オグルは早くに亡くなったため、息子のブルガイがその地位を引き継いだ。ブルガイは第4代皇帝モンケの治世においてジャライル部のモンケセルとともにモンケの最側近として国政を取り仕切ったが、モンケの死後の帝位継承戦争ではアリクブケを擁立してクビライと争ったため、クビライに敗れて処刑された。

## ケレイト部シラ・オグル家
- トク・ブカ（Toq buqa ＞脱不花/tuō bùhuā）
- ケレゲイ（Keregei ＞怯烈哥/qièliègē）
- ビチクチ長シラ・オグル（Šira Oγul ＞昔剌斡忽勒/xīlà wòhūlè）
  - 中書右丞相ブルガイ（Bulγai ＞孛魯合/bólŭhé,بلغای اقا/bulghāī āqā）
    - 恒陽王エセン・ブカ（Esen buqa ＞也先不花/yĕxiān bùhuā）
      - 湖南行省左丞相イリンチン（Irinǰin ＞亦憐真/yìliánzhēn）
        - 太保中書右丞相チョスゲン（Čosgen ＞搠思監/shuòsījiān）

      - 広陽王トゥクルク（Tuqluq ＞禿魯/tūlŭ）
      - 湖南宣慰使ダシュ（Daš ＞答思/dásī）
      - 中政使ケレイ（Kerei ＞怯烈/qièliè）
      - 行浙東道宣慰使司都元帥アルタン（Altan ＞按攤/àntān）
        - 湖南道宣慰副使アヨン（Ayong ＞阿栄/āróng）

    - 御史台中丞ムバーラク（Mubaraq ＞木八剌/mùbālà）
    - 泉府大卿ダシュマン（Dašman ＞答失蛮/dáshīmán,داشمن/dāshman）
    - 四川省平章政事ブカ・テムル（Buqa temür ＞不花帖木児/bùhuā tièmùér）
- カラ・オグル（Qara Oγul ＞哈剌阿忽剌/hālà āhūlà）